# 豌豆嶺 (阿肯色州迪沙縣)
豌豆嶺（英語：Pea Ridge）是位於美國阿肯色州迪沙縣的一個非建制地區。該地的面積和人口皆未知。

## 地理
豌豆嶺的座標為33°55′14″N 91°20′12″W / 33.92056°N 91.33667°W，而該地的平均海拔高度為47米（即154英尺）。